# Kayla Barron
Kayla Jane Barron (Pocatello, 19 settembre 1987) è un'astronauta statunitense.
Ha partecipato alla missione spaziale SpaceX Crew-3, della durata di sei mesi, a bordo della Stazione spaziale internazionale per l'Expedition 66.

## Vita privata
Barron è nata a Pocatello nell'Idaho ma ha vissuto a Richland nello stato di Washington. È sposata con Tom Barron e nel tempo libero le piace fare escursionismo, correre e leggere.

## Carriera militare
Nel 2010 ha conseguito una laurea in ingegneria dei sistemi nell'U.S. Naval Academy a Annapolis e nel 2011 un master in ingegneria nucleare all'Università di Cambridge. Le sue ricerche di laurea si sono concentrate sul ciclo del combustibile nucleare con il torio. Ha seguito l’addestramento come ufficiale di sottomarino e dell’energia nucleare della Marina, prima di esser assegnata al USS Maine, un sottomarino lanciamissili balistici di classe Ohio con porto d’origine a Bangor. Barron è stata qualificata come ufficiale submarine warfare e ha completato tre strategic deterrent patrols mentre serviva come ufficiale di divisione a bordo del Maine, diventando un membro della prima classe di ufficiali donne operante nei sommergibili. Al momento della selezione come astronauta, Barron era aiutante di campo del sovrintendente della U.S. Naval Academy.

## Carriera alla NASA
È stato selezionata nel Gruppo 22 degli astronauti NASA il 7 giugno 2017. Dopo due anni e mezzo di addestramento di base, nel gennaio 2020 divenne un astronauta assegnabile alle missioni spaziali.

### SpaceX Crew-3
Nel maggio 2021 venne assegnata ufficialmente alla missione SpaceX Crew-3 sulla Stazione spaziale internazionale per l'Expedition 66, con il ruolo previsto di specialista di missione del veicolo spaziale Crew Dragon Endurance. Il lancio è avvenuto l'11 novembre 2021 dal John F. Kennedy Space Center.